# أبو بكر يونس
أبو بكر يونس جابر (1940 - 20 أكتوبر 2011)، القائد العام للقوات المسلحة الليبية ووزير الدفاع الليبي السابق، أحد أعضاء مجلس قيادة ثورة الفاتح في ليبيا برئاسة العقيد معمر القذافي، تولى منصب «أمانة اللجنة العامة المؤقتة للدفاع» والذي شغله منذ العام 1970 حتى اندلاع ثورة 17 فبراير.

## حياته

### طفولته وتعليمه
ولد في بلدة جالو سنة 1940،ينحدر من قبيلة المجابرة بوسط ليبيا. درس تعليمه الابتدائي في جالو ثم انتقل إلى الأبيار. ودرس التعليم الإعدادي بدرنة ليحصل على الشهادة الإعدادية، التحق بعد ذلك بالتعليم الثانوي دون أن يتمه إذ التحق بالكلية الحربية.

### الخدمة العسكرية
بعد تخرجه من الكلية الحربية، عين ملازم ثان في قسم الصيانة في معسكر الهضبة الخضراء. وأوفد في دورة تدريببية إلى إنجلترا عام 1968. وفي العام التالي ارتقى إلى رتبة نقيب. ثم شارك في انقلاب 1969 في ليبيا، لتتم ترقيته في يناير 1970 إلى رتبة مقدم ثم عُيّن رئيسا لقيادة الأركان. وفي عام 1976 رقي من جديد إلى رتبة عقيد وأِسندت إليه القيادة العامة للقوات المسلحة الليبية. وفي بداية الثمانينات رقي إلى رتبة عميد ثم إلى لواء ثم إلى فريق. وقد قُتل على يد طائرات الناتو بمدينة سرت في 20 أكتوبر 2011 م .

### السياسة
أشرف على اتفاقيات ثنائية مع بلدان اشتراكية سابقة بأوروبا الشرقية، وكان يتحرك آنذاك بوصفه القائد العام للقوات المسلحة الليبية. وهو يحظى بثقة الزعيم الليبي معمر القذافي.
ذُكرت بعض التقارير الصحفية أنه وُضع قيد الإقامة الجبرية أو قد يكون قد تعرض للتصفية في 20-2-2011 لرفضه تنفيذ أوامر الزعيم الليبي معمر القذافي باستخدام الجيش لقمع الاحتجاجات الشعبية كما نشرت صحف عربية يوم 20-5-2011 م أخبار تفيد إن معمر القذافي قتل وزير دفاعه الفريق أول أبو بكر يونس جابر داخل مكتبه رميا بالرصاص على خلفية انتقاد الأخير لطريقة التعامل مع المعارضة الليبية، لكن تبين إن هذا الخبر عارى عن الصحة تماما.

## مقتله
قُتل أبو بكر يونس جابر في مدينة سرت خلال مواجهة مسلحة مع قوات المعارضة الليبية المدعومة بقوات وطيران حلف الناتو داخل مدينة سرت يوم الخميس 20 أكتوبر لعام 2011 م، والتي أسفرت عن أسر الزعيم الليبي معمر القذافي ونجله المعتصم بالله في نفس اليوم ومن ثم قتلهما. يذكر أن جثمان أبو بكر يونس قد عُثر عليه في مستشفى في مدينة سرت وتم التعرف عليه، تم نقل الجثامين إلى مدينة مصراتة ودفنهم في مكان مجهول.

## الأوسمة
- قلادة الجمهورية المصرية 1969.
- نجمة الشرف - مصر 1974.[5]
- درع الوفاء - إتحاد القبائل الليبية 2020.[11][12]